# اكتناز رقمي

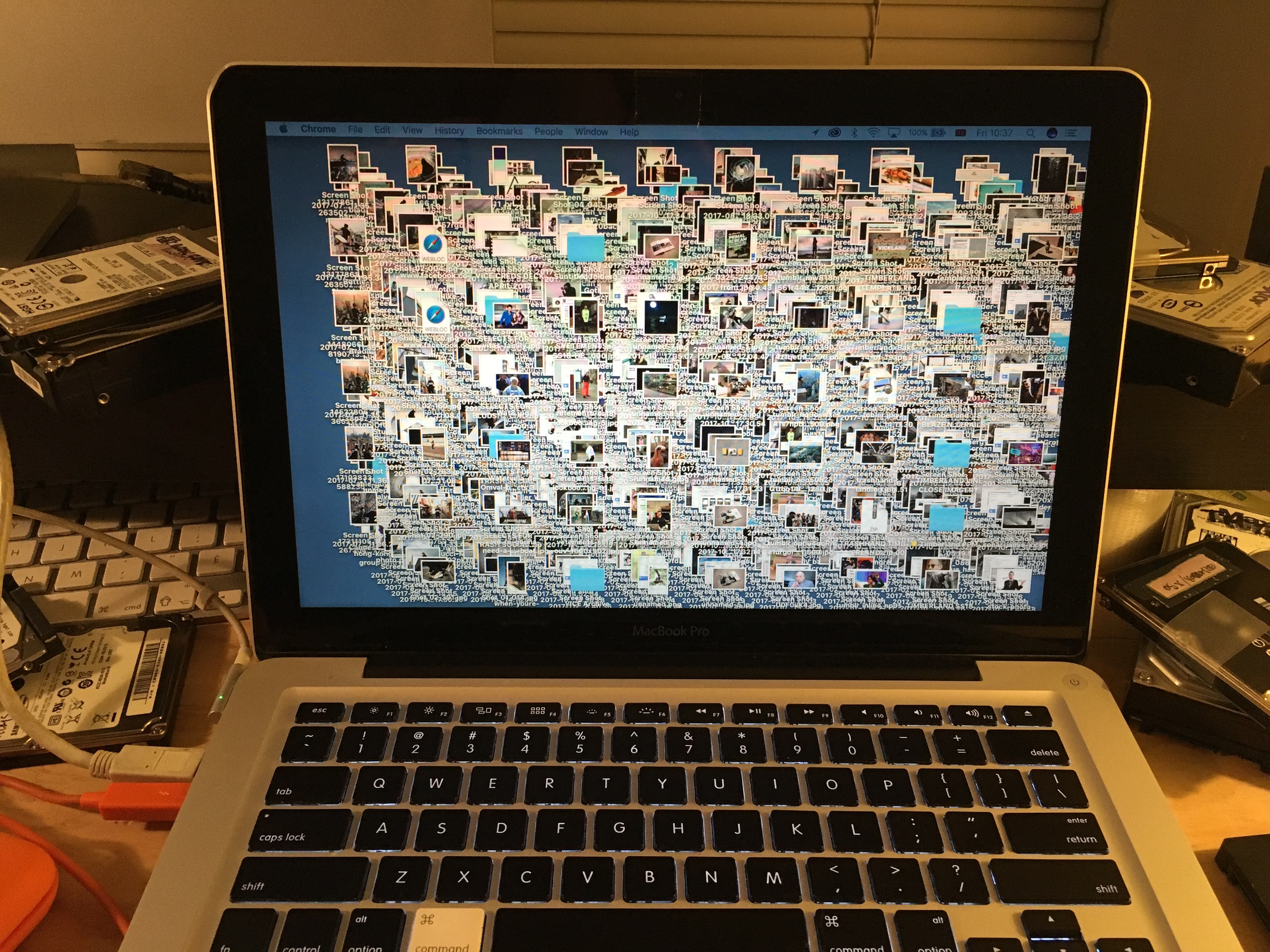

الاكتناز الرقمي، هو داء الامتلاك المفرط ورفض حذف المواد الإلكترونية والبيانات الرقمية التي لم يعد لها فائدة للمستخدم، أو التردد حيال حذفها، مما يولد شعورا بالتوتر والقلق.

## لمحة تاريخية
ظهر مصطلح “الاكتناز الرقمي” لأول مرة عام 2015 في ورقة بحثية عن رجل هولندي يلتقط آلاف الصور الرقمية يوميا ويقضي ساعات طويلة في تعديلها على الكمبيوتر، ويذكر القائمون على الدراسة التي نشرتها Human and Social Sciences إنه “لم يستفد من تلك الصور البتة ولم يطّلع عليها، لكنه كان مقتنعاً بأنه لا بد من أن يكون لها نفع في المستقبل" 
لم يميز الأطباء داء الاكتناز الرقمي عن الوسواس القهري عموما إلا في عام 2013.

## الأضرار
يسبب الاكتناز الرقمي قلقا وتوترا يتولدان من توقع الحاجة إلى المواد الرقمية المكتنزة في المستقبل، كما يولّد الشعور بالضغط والضيق كلما زادت تلك المواد، 